# Романенко Аліна Михайлівна
Алі́на Миха́йлівна Романе́нко (25 липня 1938, Київ) — українська науковиця-уролог, патолог. Доктор медичних наук (1976), професор (1979), академік НАМН (2000) і член-кореспондент НАН України (1992). Заслужений діяч науки і техніки України (1990), лауреат Державних премій УРСР (1986) та України в галузі науки і техніки (2007), нагороджена орденом «За заслуги» III (1999) й II ступеня (2013). Віце-президент Асоціації патологів України (з 1993), президент Українського відділення Міжнародної академії патології (1995).

## З життєпису
Народилася 1938 року в Києві; 1961-го закінчила Київський медичний інститут.
Протягом 1967—1973 років та з 1978-го працює в Інституті урології НАМН України (від 1978 року — завідувач відділу).
Президент Українського відділення Міжнародної академії патології, член європейського суспільства патологів.
Наукові напрями:
- дослідження, діагностика та лікування передраку й ранніх форм раку сечостатевих органів
- проблеми чоловічого безпліддя
- вивчення молекулярно-генетичних змін сечостатевих органів у людей внаслідок аварії на ЧАЕС.

Як педагог підготувала 11 докторів та 26 кандидатів наук.
Є засновницею наукової школи по онкопатології в області урології.
Член Європейського товариства патологів. Співпрацює із вченими з університетів Осаки, Мальме, Валенсії. Спільно з японськими, шведськими та іспанськими колегами проведені дослідження з проблем гістогенезу та молекулярних особливостей канцерогенезу в сечовому міхурі, нирці, передміхуровій залозі, індукованому хронічною довготривалою дією малих доз йонізуючого випромінювання у осіб, які проживають в забруднених радіонуклідами регіонах України.
Першою організувала та впровадила в Україні методи сучасної діагностики нефрологічних захворювань та чоловічого безпліддя на основі пункційної біопсії, здійснила вивчення особливості морфогенезу гострого гломерулонефриту (залежно від клінічного перебігу захворювання), з'ясувала шляхи його хронізації і морфологічні ознаки терапевтичного патоморфозу.
Досягла успіхів в розробці проблем трансплантації трупної донорської нирки (щодо її морфологічного підґрунтя) та вивченні патогенезу реакції відторгнення алотрансплантата нирки.
З 2000-х років проводить унікальні молекулярно-генетичні дослідження ролі хронічної дії малих доз іонізуючого опромінення в канцерогенезі сечового міхура, передміхурової залози та нирки людини — з метою розробки теоретичних основ для профілактики, моніторингу за клінікою, та задля розвитку сучасної таргетної терапії.
Лауреат Державної премії України в галузі науки і техніки (2007) — за визначення механізмів радіоіндукованих онкогематологічних та онкологічних ефектів Чорнобильської катастрофи, розробку і впровадження новітніх технологій медичного захисту постраждалих, співавтори Базика Дмитро Анатолійович, Бебешко Володимир Григорович, Богданова Тетяна Іванівна, Бруслова Катерина Михайлівна, Епштейн Овсій Володимирович, Омельянець Микола Іванович, Тронько Микола Дмитрович.

### Родина
- Дідусь — інженер-технолог, авіатор Ернест Гарф (1880—1919).
- Батько — науковець-механік, конструктор, доктор технічних наук Михайло Гарф (1911—2001).
- Мати — кардіолог Ірина Лісовецька[1].

## Науковий доробок
Є автором понад 300 наукових робіт, з них числі 10 монографій, в тому числі
- «Нові морфологічні методи в онкології»
- «Клінічна морфологія в урології та нефрології» (1990)
- «Гермінативні пухлини яєчка» (1991)
- «Передрак та ранні форми раку сечового міхура» (1994)
- «Some aspects of morphogenesis of the transitional-cell tumors of human urinary bladder in Ukraine after the Chernobyl Accident» (1997)
- «Prostatic Intraepithelial Neoplasia and Apoptosis in Benign Prostatic Hyperplasia Before and After the Chernobyl Accident in Ukraine» (1999)
- «Urinary Bladder lesions after the Chernobyl Accident: immunohistochemical assessment of p53, PCNA, Cyclin D1 and p21» (1999)
- «Bladder urothelium specific gene p53 mutations in residents of 137Cs contaminated areas of Ukraine» (1999)
- «Increased Oxidative Stress with Gene Alteration in Urinary Bladder Urothelium after the Chernobyl Accident» (2000)
- «Pathology and proliferative activity of renal-cell carcinomas and renal oncocytomas in patients with different radiation exposure after the Chernobyl accident in Ukraine» (2001)
- «Health effects of the Chernobyl accident a quarter of century aftermath» (2011)

Серед патентів — «Спосіб прогностичної діагностики чоловічої неплідності різної етіології», 2013, співавтори Базалицька Світлана Василівна, Горпинченко Ігор Іванович, Нікітін Олег Дмитрович, Персидський Юрій Всеволодович.